# 君澤郡
君澤郡（日语：〔〕／ Kimisawa gun */?）是日本靜岡縣辖下的一个郡，下辖7村，已于1896年4月1日因實行郡制與田方郡及一部分的賀茂郡合併為新的田方郡，而廢除郡建置。

## 郡域
1878年（明治十一年）時君澤郡大約為以下區域。
- 三島市（除了山中新田）
- 沼津市（内浦重寺以南）
- 伊豆之國市（除了神島的狩野川以西）
- 伊豆市（修善寺、瓜生野、熊坂、堀切、大澤）
- 田方郡函南町

三島市山中新田後來編入本郡。